# Gustaf Ullman

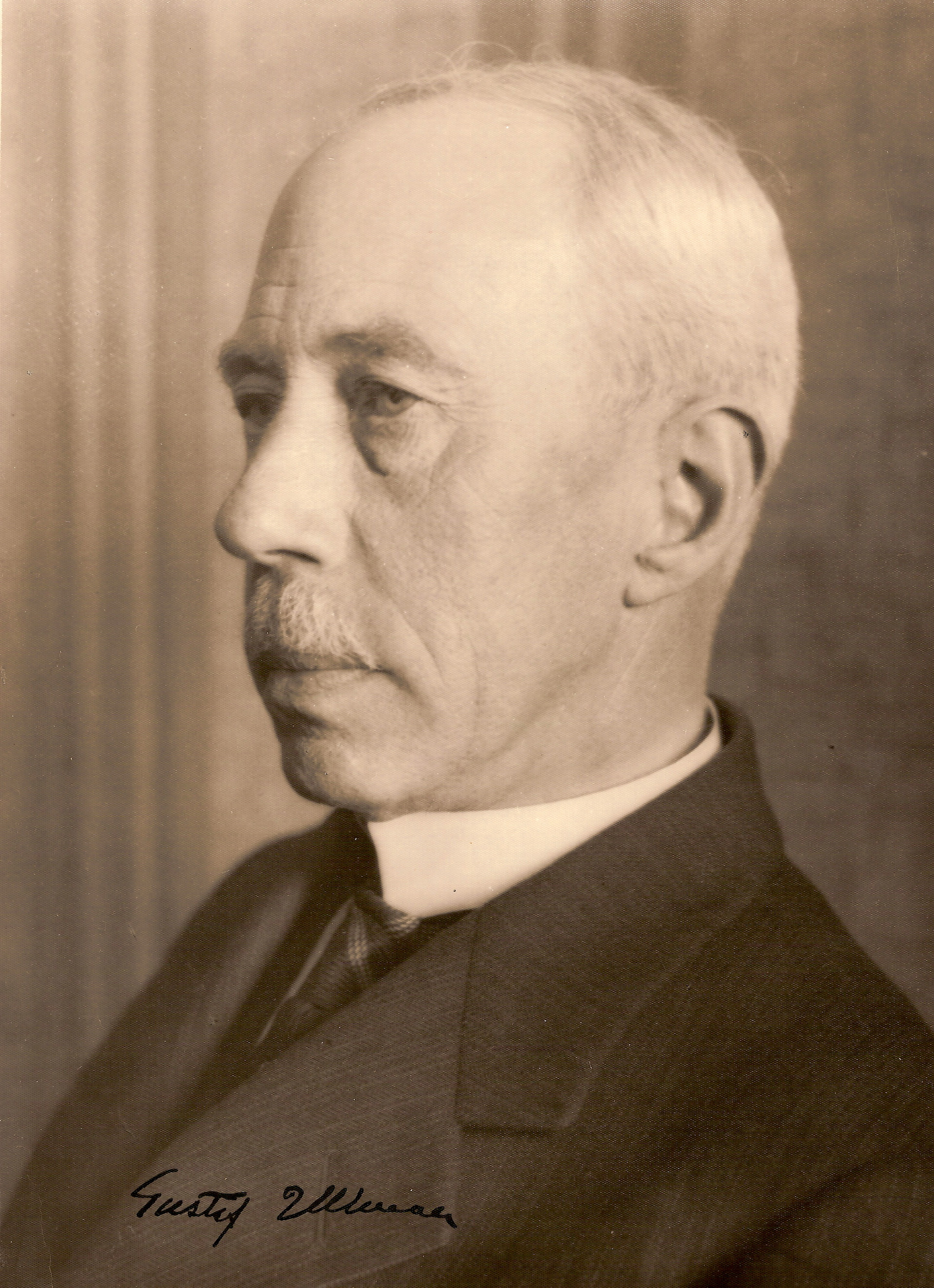
Gustaf Ullman på ett egenhändigt signerat fotografi.

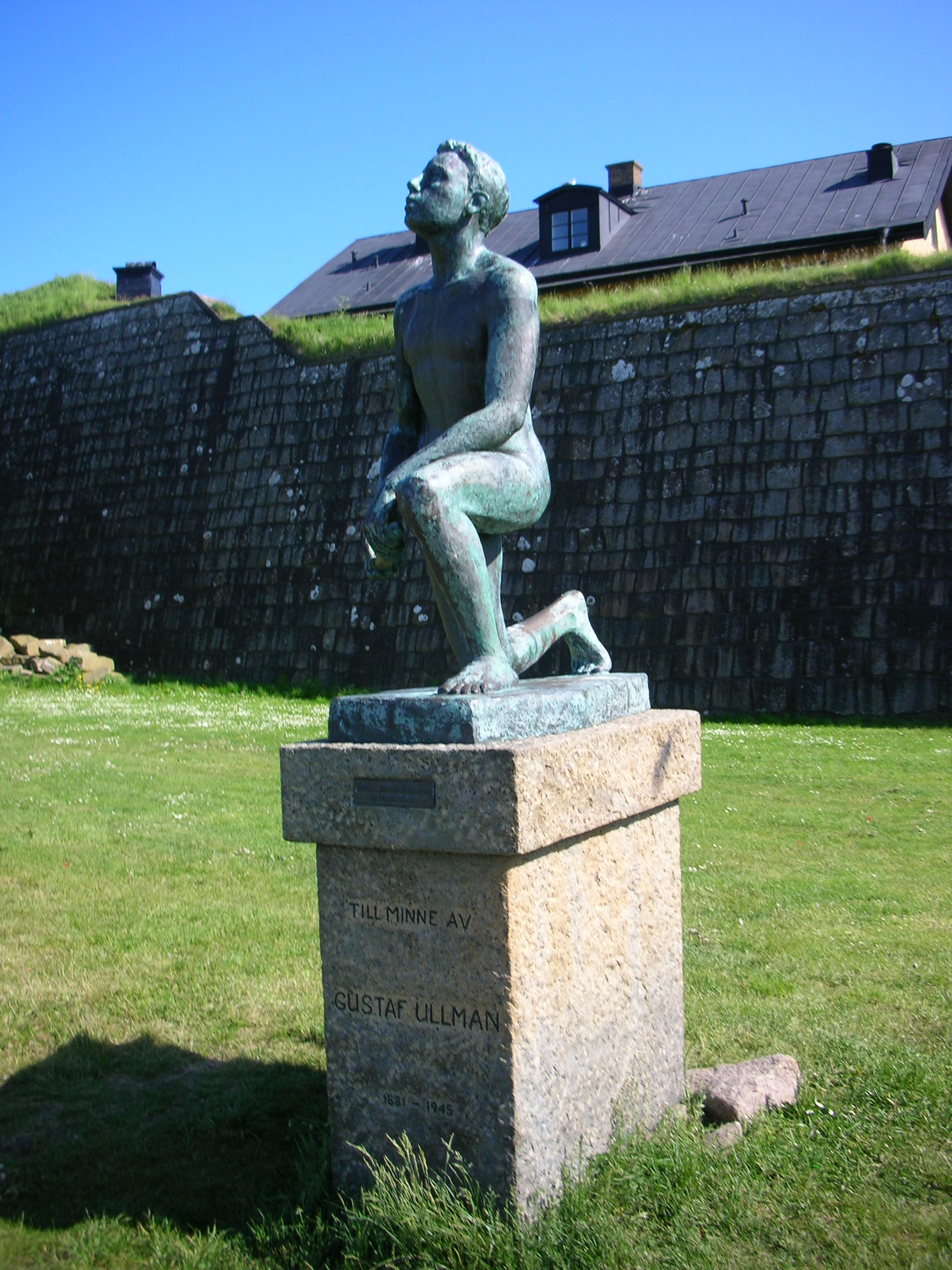
Staty till minne av Gustaf Ullman. Konstnär: Nanna Ullman.

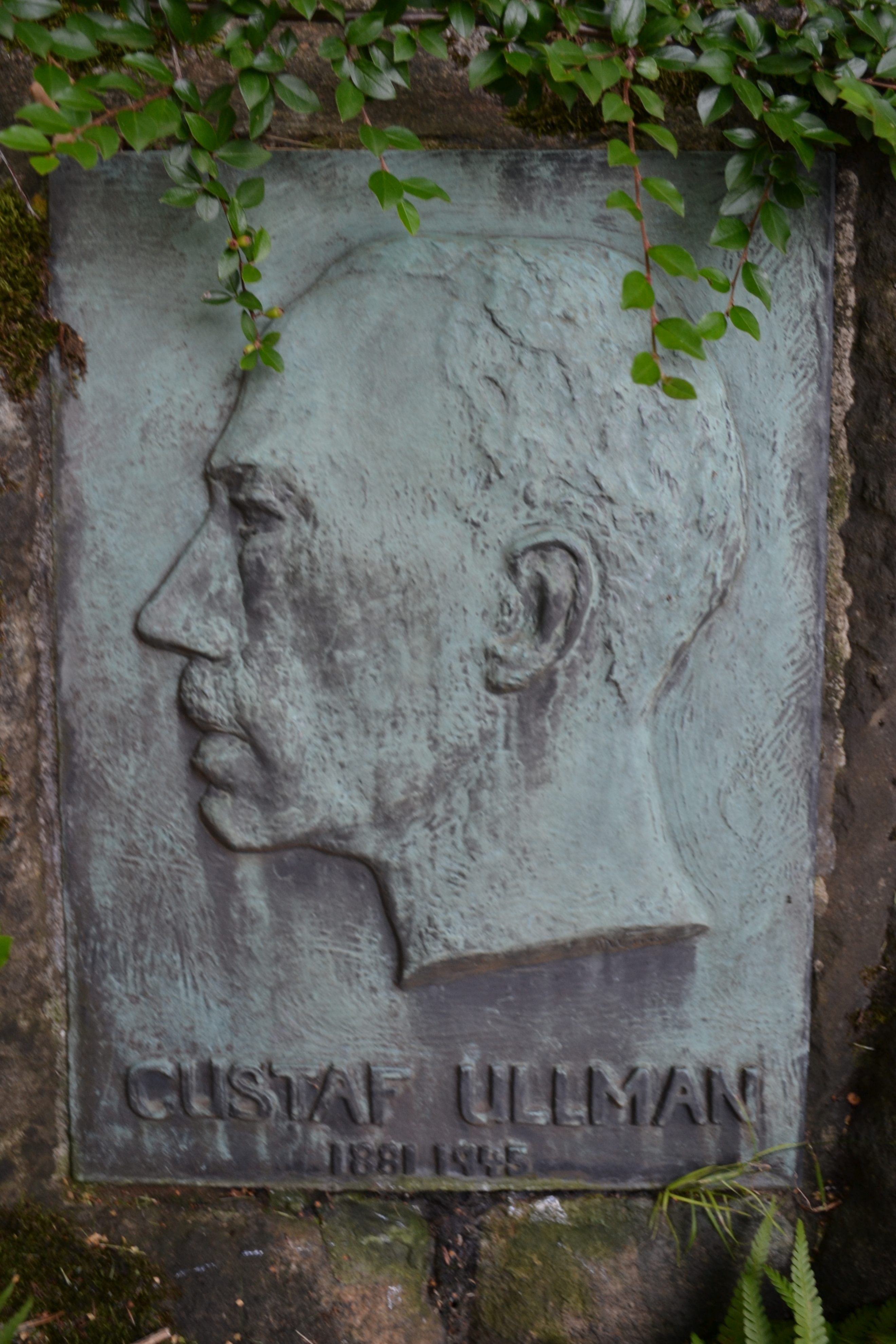
Gustaf Ullmans grav på S:t Jörgens kyrkogård i Varberg.

Gustaf Ullman, född 12 juni 1881 i Göteborg, död 20 januari 1945 i Stockholm, var en svensk författare.

## Biografi
Ullman växte upp och gick i läroverk i Varberg. Efter studentexamen 1900 i Lund bedrev han studier där 1900–1902, men bosatte sig sedan i Stockholm. Han lämnade skönlitterära bidrag till tidningar och tidskrifter samt utgav diktsamlingar och prosa för både barn och vuxna. Fostran i det schartauanska hemmet var hård och intolerant och det skulle sätta spår senare i Ullmans diktning, bland annat i dikten Till tre bröder. Prästgårdsmiljön beskrivs i novellsamlingen Präster (1907). Han blev hedersledamot vid Hallands nation vid Lunds universitet 1932.
Ullman var son till prosten Magnus Ullman och Clara Mathilda Trahn. Han var bror till målaren Sigfrid Ullman och brorson till biskopen Uddo Lechard Ullman. En staty av honom, utförd av svägerskan Nanna Ullman, som var Sigfrid Ullmans andra hustru och dotter till Skagenmålaren Viggo Johansen, restes i slutet av 1940-talet intill Strandpromenaden norr om fästningen.

### Samlade upplagor och urval
- Valda dikter. Stockholm: Bonnier. 1922. Libris 1483475
- Gustaf Ullman : ett dikturval. Halmstad: Samfundet Hallands biblioteks vänner. 1964. Libris 1734730
- Västkustens målare : Karl Nordström och Carl Wilhelmson. Med 8 bilder. Stockholm. 1905. Libris 3145197

## Priser och utmärkelser
- De Nios stora pris 1924